# فیلیپ لاشو
فیلیپ لاشو (فرانسوی: Philippe Lacheau) (تلفظ فرانسوی: [filip laʃo]) بازیگر، کارگردان و نویسنده فرانسوی است.

## فیلم‌شناسی

### بازیگر
| سال  | عنوان                            | نقش                          | مدیر                          | یادداشت                     |
| ---- | -------------------------------- | ---------------------------- | ----------------------------- | --------------------------- |
| ۲۰۱۰ | دلهره                            | دوست پسر                     | پاسکال شومی                   |                             |
| ۲۰۱۲ | ستارگان ۸۰                       | رزمی                         | فردریک فارستر و توماس لانگمان |                             |
| ۲۰۱۳ | دسته بزرگ                        | مفسر                         | لورن توئل                     |                             |
| ۲۰۱۳ | پاریس به هر قیمتی                | فیرمین اموری                 | ریم خریکی                     | همچنین نویسنده              |
| ۲۰۱۴ | نگهداری از کودک                  | فرانک                        | نیکلاس بینامو و فیلیپ لاچائو  | همچنین کارگردان و نویسنده   |
| ۲۰۱۴ | صحنه‌های خانگی                    | برادر ماریون                 | فرانسیس دوکت                  | سریال‌های تلویزیونی (۱ قسمت) |
| ۲۰۱۵ | پرستاری از کودک ۲                | فرانک                        | نیکلاس بیمانو و فیلیپ لاچو    | همچنین کارگردان و نویسنده   |
| ۲۰۱۶ | زندگی مخفی حیوانات خانگی         | مکس                          | کریس رناد و یاروو چینی        | صدای فرانسه                 |
| ۲۰۱۷ | Alibi.com                        | گرگوری ون هافل               | فیلیپ لاچو                    | همچنین کارگردان و نویسنده   |
| ۲۰۱۷ | ousepouse-moi mon pote           | فرد                          | طارق بودالی                   |                             |
| ۲۰۱۸ | Brillantissime                   |                              | میشل لاروک                    |                             |
| ۲۰۱۹ | نیکی لارسون و عطر کوپید          | نیکی لارسون                  | فیلیپ لاچائو                  | همچنین کارگردان و نویسنده   |
| ۲۰۱۹ | شکارچی شهر: چشم‌های خصوصی شینجوکو | شینجی میکونی / کریستوفر کینگ | کنجی کداما                    | دوبله فرانسوی               |

### کارگردان / نویسنده
| سال  | عنوان                   | باجه بلیط فروشی          | یادداشت |
| ---- | ----------------------- | ------------------------ | --- |
| ۲۰۱۴ | پرستاری از کودک         | ۲۰٫۳ میلیون دلار         | جشنواره بین‌المللی فیلم کمدی Alpe d'Huez - جایزه مخاطبان جشنواره بین‌المللی فیلم کمدی Alpe d'Huez - فیلم برجسته |
| ۲۰۱۵ | پرستاری از کودک ۲       | ۲۴٫۶ million دلار آمریکا | |
| ۲۰۱۷ | Alibi.com               | ۲۹٫۴ million دلار آمریکا | |
| ۲۰۱۹ | نیکی لارسون و عطر کوپید | ۱۳٫۳ million دلار آمریکا | بر اساس سری مانگا و انیمه City Hunter                                                                         |